# Mammografia
La mammografia è un esame della mammella umana effettuato tramite una bassa dose (di solito circa 0.7 mSv) di raggi X.
Viene utilizzato come strumento diagnostico per identificare tumori e cisti. È stato provato che la mortalità per tumore al seno è ridotta per chi si sottopone all'esame: per questo viene consigliato un esame del seno periodico (ogni anno per le donne che hanno fattori di rischio, per esempio un pregresso tumore al seno o familiarità per esso, o al massimo ogni due anni in tutte le restanti donne che non hanno alcun fattore di rischio) tramite mammografia.
In Italia la mammografia, come esame di screening, è consigliato a tutte le donne sopra i 50 anni ogni due anni se non sono nella classe a rischio.

## Storia della mammografia

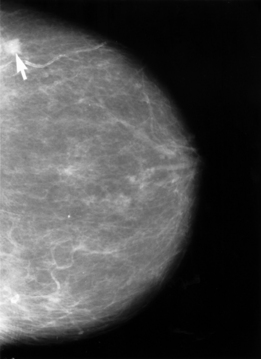
Una immagine ottenuta dall'indagine mammografica (mammogramma). La freccia indica una piccola lesione cancerosa.

Nel 1913 Albert Salomon descrive le prime immagini radiologiche della mammella, ricavate da ben 3000 campioni fra pezzi operatori e materiale autoptico. Fu però Stafford Warren che, presso il Memorial Hospital di Rochester approda alla mammografia di cui può essere considerato il padre. Egli partì dalla casuale osservazione, fatta durante le proprie ricerche intese ad identificare il miglior approccio proiettivo al peduncolo aortico, che nel decubito obliquo, a braccio sollevato, la mammella poteva essere esaminata bene ai raggi X. Warren realizza i primi patterns radiografici prevalentemente sui pezzi operatori ed autoptici, ma anche sul vivente e li verifica con rilievi macroscopici ed istologici.
Nonostante l'entusiasmo di Warren, i suoi colleghi inizialmente affrontarono questo lavoro con scarsa convinzione, almeno fino a quando non si riuscì a fare delle diagnosi anche su tumori di piccole dimensioni. Warren cominciò allora ad effettuare sistematicamente l'esame nella fase pre-operatoria, talora approfittando dei giorni festivi per non incorrere nello scetticismo dei chirurghi. Sulla scorta di Warren, gli apporti radiologici si fecero numerosi. Il rinnovato favore per la mammografia si ebbe soprattutto negli anni cinquanta.

## Procedura

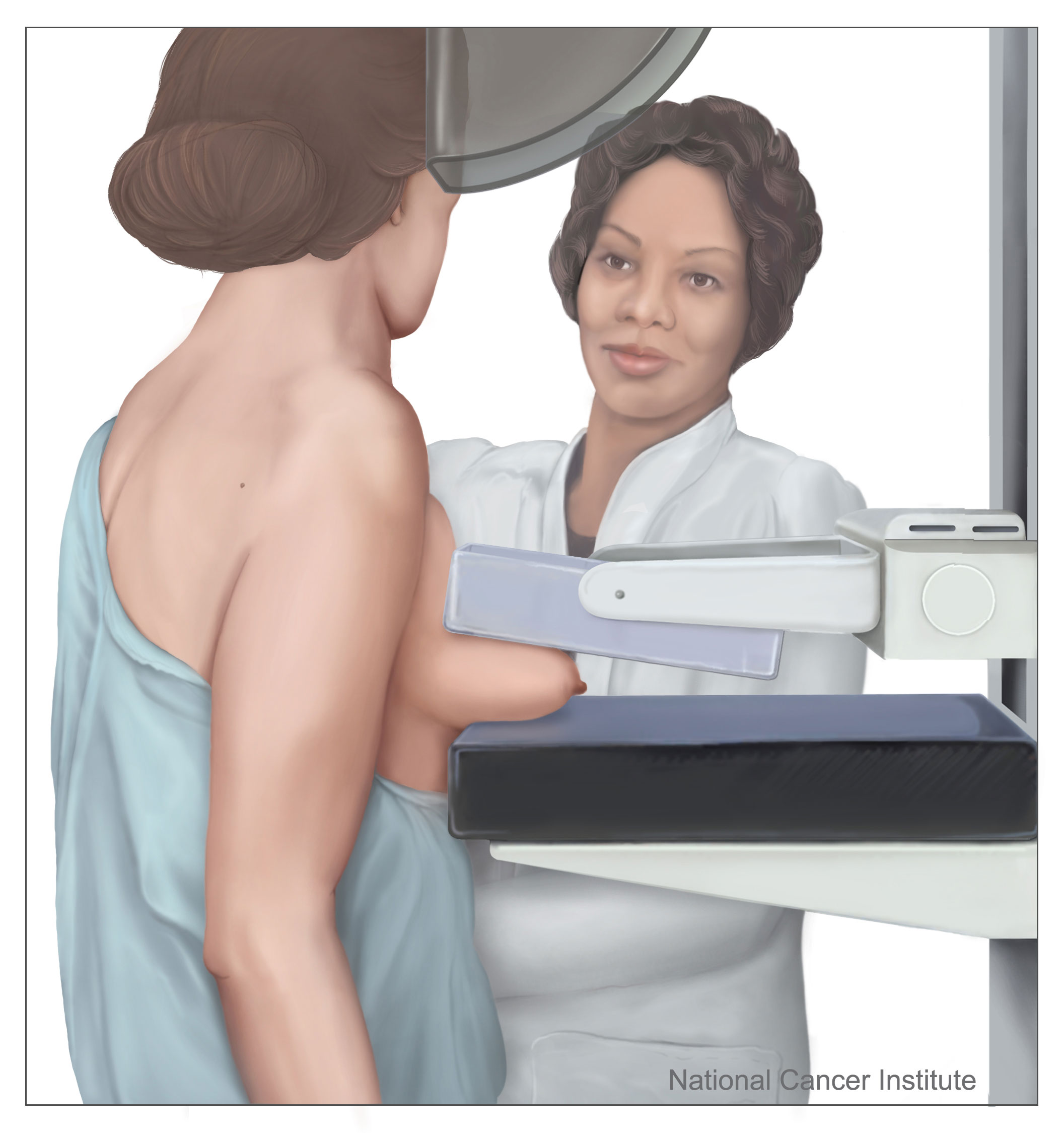
Esecuzione di una mammografia in proiezione cranio-caudale

Durante la procedura, il seno viene compresso utilizzando uno strumento dedicato. La compressione permette di uniformare il tessuto del seno per aumentare la qualità dell'immagine, in quanto la riduzione dello spessore del tessuto che i raggi X devono penetrare fa diminuire la quantità di radiazione diffusa, responsabile della degradazione del risultato. Questo comporta inoltre la diminuzione della dose necessaria di radiazioni e degli artefatti da movimento. In mammografia di screening, vengono realizzate due proiezioni della mammella: una dalla testa ai piedi (cranio-caudale, CC) e una angolata in vista laterale (obliqua medio-laterale, OML). La mammografia diagnostica può includere queste e altre proiezioni, comprese quelle ingrandite per lo studio e l'approfondimento di particolari. Deodoranti, talco o lozioni possono sembrare delle calcificazioni, se viste ai raggi X, quindi le donne sono invitate ad evitare il loro utilizzo nel giorno dell'esame.
Fino a qualche anno fa, la mammografia era eseguita con delle cassette contenenti la pellicola radiografica. Ora, la mammografia è in fase di transizione verso rivelatori digitali, conosciuti come mammografia digitale. Il primo sistema digitale è stato approvato dalla Food and Drug Administration (FDA) negli Stati Uniti nel 2000. Questo progresso si è avuto molti anni dopo che nella radiologia generale. Ciò è dovuto a diversi fattori:
1. Esigenze di maggiore risoluzione spaziale della mammografia,
2. Spesa significativamente alta delle apparecchiature,
3. Preoccupazione da parte della FDA che le macchine per la mammografia digitale dimostrassero standard altrettanto buoni come lo schermo-pellicola nel rilevare il cancro al seno senza l'aumento della dose la crescita del numero delle donne richiamate per ulteriori valutazioni.

Al 1º marzo 2010, il 62% delle strutture statunitensi aveva almeno una unità digitale.
Al fine di incoraggiare l'uso di mammografie come misura di screening per il cancro al seno, un certo numero di ospedali, centri oncologici e gruppi di altri operatori sanitari hanno iniziato a praticare la mammografia su furgoni mobili.
Le mammmografia Cem (Contrast-enhanced mammography) Sono Mammografia con mezzo di contrasto che permette di evidenziare multicentricità e multifocalità anche in caso di lesioni millimetriche. Risulta una valida alternativa alla risonanza magnetica quando questa non è praticabile o non è facilmente accessibile, in presenza di recidive e consente tale ora di eseguire la biopsia direttamente sotto la guida della Cem, in un'unica procedura di diagnostica interventistica.

## Screening

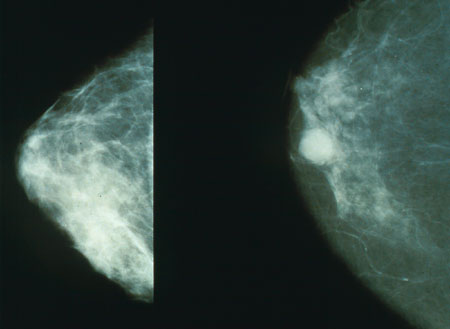
Immagine di una mammella sana (sinistra) e una con un tumore (destra)

In molti paesi la mammografia di routine delle donne anziane è incoraggiata come un metodo di screening per la diagnosi precoce del cancro al seno. Nel 2009, la US Preventive Services Task Force (USPSTF) ha raccomandato che le donne, senza fattori di rischio, facciano lo screening mammografico ogni due anni, nell'età tra i 50 ei 74 anni. Hanno trovato che le informazioni erano insufficienti per raccomandare o sconsigliare lo screening tra i 40 ei 49 anni o di età superiore ai 74 anni. Complessivamente gli studi clinici hanno trovato una riduzione relativa della mortalità del cancro al seno del 20%. Alcuni medici credono che le mammografie non riducono la mortalità per cancro al seno o almeno che le prove non lo dimostrano.
In Italia, lo screening è proposto, gratuitamente, a tutte le donne tra i 50 e i 69 anni di età.